# Herwig Collmann

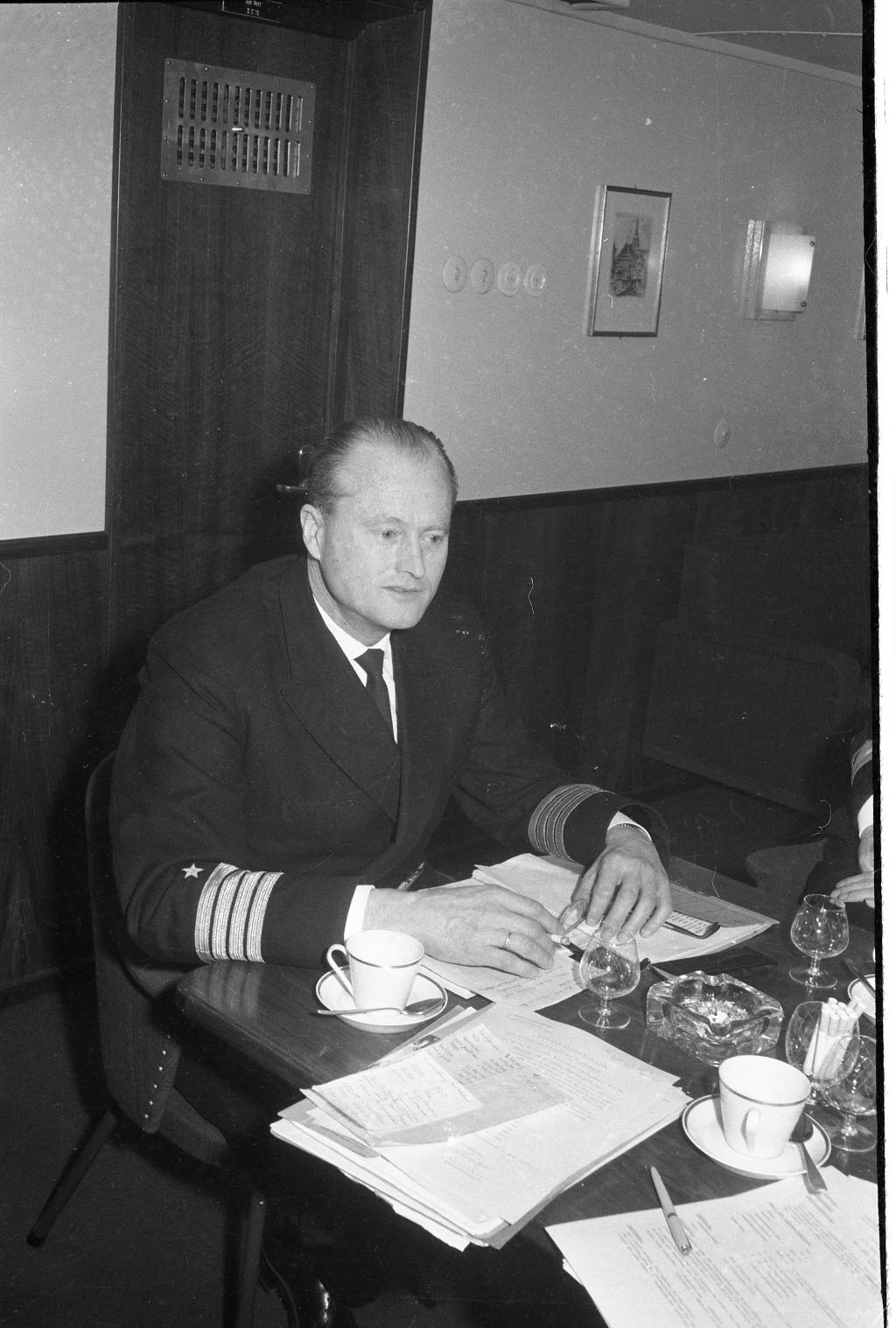
Herwig Collmann als Kapitän zur See, vor 1966

Herwig Max Karl Fritz Eduard Gerd Collmann (* 1. September 1915 in Posen; † 6. Februar 2005 in Hamburg) war ein deutscher Marineoffizier. Im Zweiten Weltkrieg war er U-Boot-Kommandant der Kriegsmarine. In der Bundesmarine hatte er zuletzt den Dienstgrad eines Flottillenadmirals.

## Leben

### Kriegsmarine
Collmann trat 1935 in Stralsund in die Reichsmarine ein. Er war Matrose auf dem Segelschulschiff Gorch Fock und Seekadett auf dem Leichten Kreuzer Emden, mit dem er 1936 auf Auslandsreise war. Als Fähnrich zur See ging er an die Marineschule Mürwik. Collmann war dann im Marinelazarett Flensburg-Mürwik tätig und absolvierte Waffenkurse an der Marineschule Mürwik. Er durchlief Ausbildungen zum Torpedo- und U-Boot-Torpedooffizier an der Torpedoschule Mürwik und zum U-Boot-Wachoffizier an der U-Bootschule Neustadt und absolvierte den U-Boot-Artillerieoffizierlehrgang in Kiel. 1938 wurde er zum Leutnant zur See befördert.
Von 1938 bis 1940 war er 1. Wachoffizier auf U 10 und U 56. 1939 wurde er zum Oberleutnant zur See befördert. Vom 8. Juli 1940 bis 4. Januar 1941 war er Kommandant von U 17 und nach einer Zwischenstation vom 20. März 1941 bis 3. September 1941 auf U 562. Danach war er Ausbildungsleiter der 24. U-Flottille und wurde 1942 zum Kapitänleutnant befördert. Von September 1944 bis zu deren Auflösung im März 1945 war er Chef der 21. U-Flottille. Im März 1945 wurde er als Referent in den Stab des Kommandierenden Admirals der U-Boote versetzt, wo er bis Mai 1945 verblieb. Von Mai 1945 bis November 1947 war er in Kriegsgefangenschaft.

### Studium
1947/48 studierte er Volkswirtschaftslehre an der Christian-Albrechts-Universität zu Kiel und war Werkstudent bei der Royal Navy in Kiel. 1948/49 war er Werkstudent bei der Fa. Reitemeier in Hameln. Von 1949 bis 1951 arbeitete er hilfsweise in der Burgdorfer Konservenfabrik Warnecke in Burgdorf. Von 1951 bis 1953 studierte er Volkswirtschaftslehre an der Georg-August-Universität Göttingen.

### Bundesmarine
1952 wurde er im Amt Blank tätig und dort u. a. Leiter des Referats Personelle Ergänzung und Planung in der Gruppe Marine (II/Pl/M). 1955 trat er in die Bundesmarine ein. Von 1955 bis 1957 war er Hilfsreferent im Bundesministerium der Verteidigung in Bonn. 1957/58 war er Abteilungsleiter und stellvertretender Kommandeur der 5. Schiffsstammabteilung in Bremerhaven. 1958 absolvierte er den Action Speed Tactical Teacher Course in London. Ab 1958 war er Kommandant der Schulfregatte Graf Spee. Von 1960 bis 1962 war er Lehrstabsoffizier an der Schule der Bundeswehr für Innere Führung in Koblenz.
Von 1962 bis 1963 besuchte er das NATO Defense College in Paris. Als Kapitän zur See war er von 1963 bis 1965 der erste Kommandant des Schulschiffes der Bundesmarine Deutschland. 1965 wurde er als Lehrgruppenkommandeur C an die Marineschule Mürwik in Flensburg versetzt. 1966 wurde er Flottillenadmiral und Kommandeur der Schule der Bundeswehr für Innere Führung in Koblenz. Von April 1969 bis August 1970 war er Admiral für Erziehung und Bildung in der Marine im Marineamt in Wilhelmshaven, und daran anschließend Admiral der Offiziers- und Unteroffiziersausbildung der Marine. Im März 1973 wurde er in den Ruhestand versetzt.

### Sonstiges
Collmann war Mitglied der SPD.

## Auszeichnungen
- 1939: Eisernes Kreuz 2. Klasse
- 1939: U-Boot-Kriegsabzeichen (1939)
- 1940: Eisernes Kreuz 1. Klasse
- 1971: Bundesverdienstkreuz 1. Klasse